# Sinopodisma huangshana
Sinopodisma huangshana är en insektsart som beskrevs av Huang 2006. Sinopodisma huangshana ingår i släktet Sinopodisma och familjen gräshoppor. Inga underarter finns listade i Catalogue of Life.